# Taman Indonesia
Taman Indonesia (Indonesisch voor Indonesisch park) is een klein dierenpark in Kallenkote in de Nederlandse provincie Overijssel. Het park is gespecialiseerd in dieren uit Indonesië, met name vogels, zoals de zeer zeldzame balispreeuwen, kleine zoogdieren zoals de binturong (beermarter), de Bengaalse tijgerkat en de loewak (koffierat). Er zijn meer dan vijftig vogelsoorten vertegenwoordigd.
In het eethuisje van het dierenpark kunnen de bezoekers Indisch eten kopen, zoals loempia's en spekkoek.
Verder bevindt zich op het terrein een toko, waar men onder meer souvenirs als beelden en Indische kleding kan aanschaffen.